# Parco galileiano
Il parco galileiano fu un progetto dell'architetto Giovanni Michelucci che prevedeva la riqualificazione del parco della Cittadella, nella città di Pisa.
La zona interessata, un tempo adibita a scopi militari, era stata pesantemente bombardata durante la seconda guerra mondiale; per questo, successivamente, le autorità cittadine decisero di creare per Pisa un grande parco urbano aperto alla cittadinanza, vista la posizione e la grande rilevanza storica.
Secondo Michelucci, che presentò il progetto nel 1957, il parco avrebbe dovuto rappresentare un omaggio al grande matematico pisano Galileo Galilei, tanto da assumere l'aspetto di un vero e proprio giardino tematico, attrezzato con un centro studi, un teatro e un bacino d'acqua che, nell'insieme, avrebbero riscattato e riqualificato un ambiente fortemente degradato.
Purtroppo il progetto morì ancor prima di nascere: si osservò che il centro studi galileiano era un'inutile copia di un'istituzione già presente nella città di Pisa e che quindi la sua creazione sarebbe stata del tutto inutile. Iniziò così il declino del progetto; furono apportate varie modifiche e fu avviata la costruzione di piccole opere (un ponte metallico e le scalinate del teatro), ma il parco galileiano non riuscì mai ad ottenere abbastanza consensi per essere completato.
Ancor oggi gran parte del parco è inagibile e si trova in una situazione di degrado. Solo una piccola parte è stata trasformata in parco giochi e del parco galileiano sono ancora visibili il teatro aperto, il bacino d'acqua e un ponte metallico (l'unica costruzione portata a termine).
Nel 2007 il comune di Pisa ha presentato un progetto per il suo recupero che prende spunto dal parco galileiano di Michelucci, ma con modifiche quali un laghetto artificiale e la trasformazione del bacino d'acqua in una palestra. Ancora, nel 2015, viene presentato un altro progetto di recupero dell'area intera, ma senza finanziamento.